# Sport dans l'Essonne
Le département de l'Essonne compte un certain nombre d'infrastructures et d'associations sportives et compte un certain nombre de sportifs de haut niveau.

## Infrastructures sportives

### Les stades
- Stade Robert-Bobin
- Stade Jacques-Deyrois-du-Roure
- Stade Henri Longuet

### Les salles
- Le Grand Dôme
- Arènes de l'Agora

### Les patinoires
- Patinoire François Le Comte
- Patinoire des Lacs de l'Essonne

### Les piscines
- Piscine d'Orsay
- Piscine de l'Agora
- Piscine des Ulis
- Centre omnisports Pierre de Courbertin à Massy
- Piscine René Touzin à Ris-Orangis

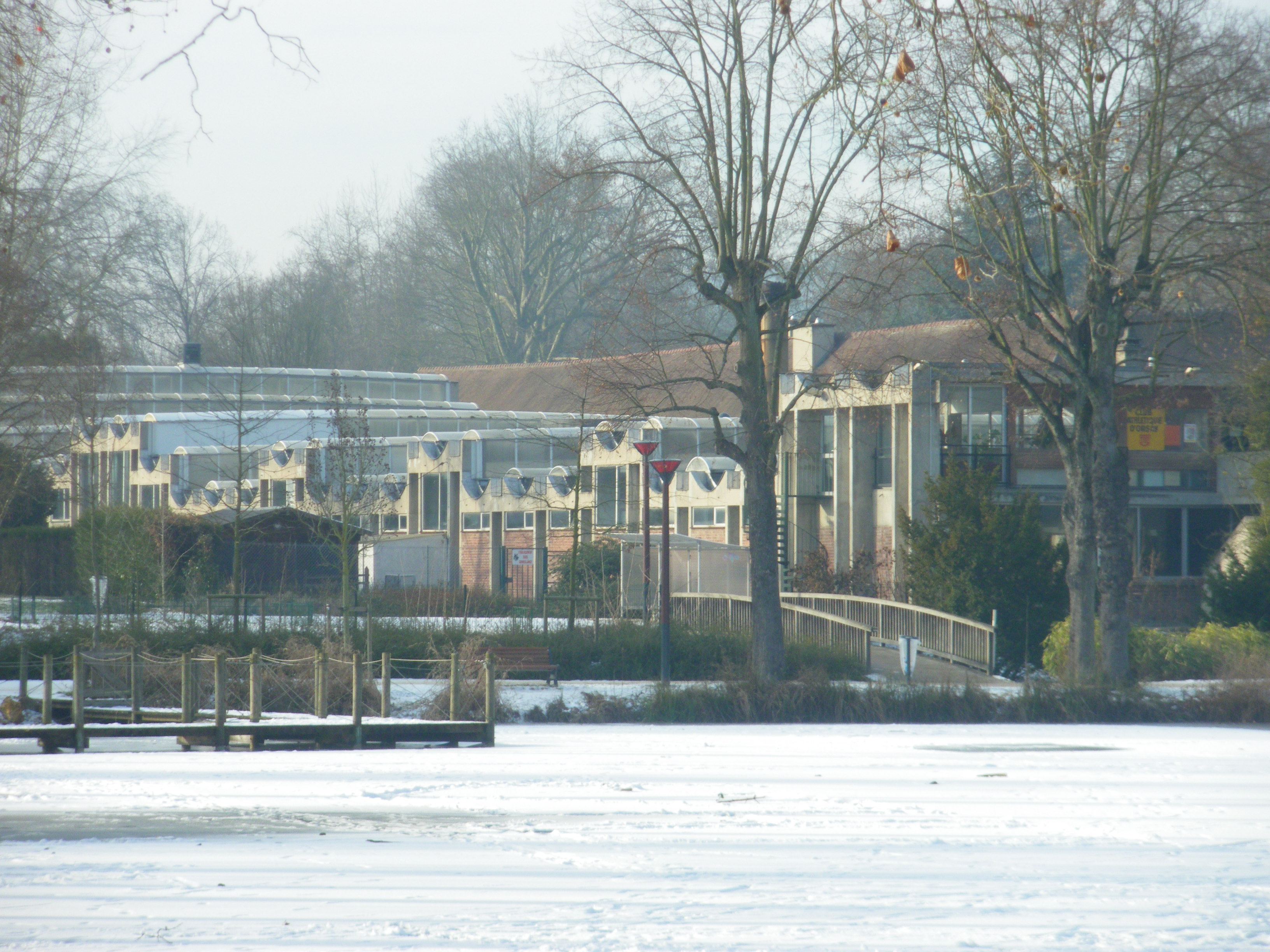
Piscine d'Orsay (partie couverte)
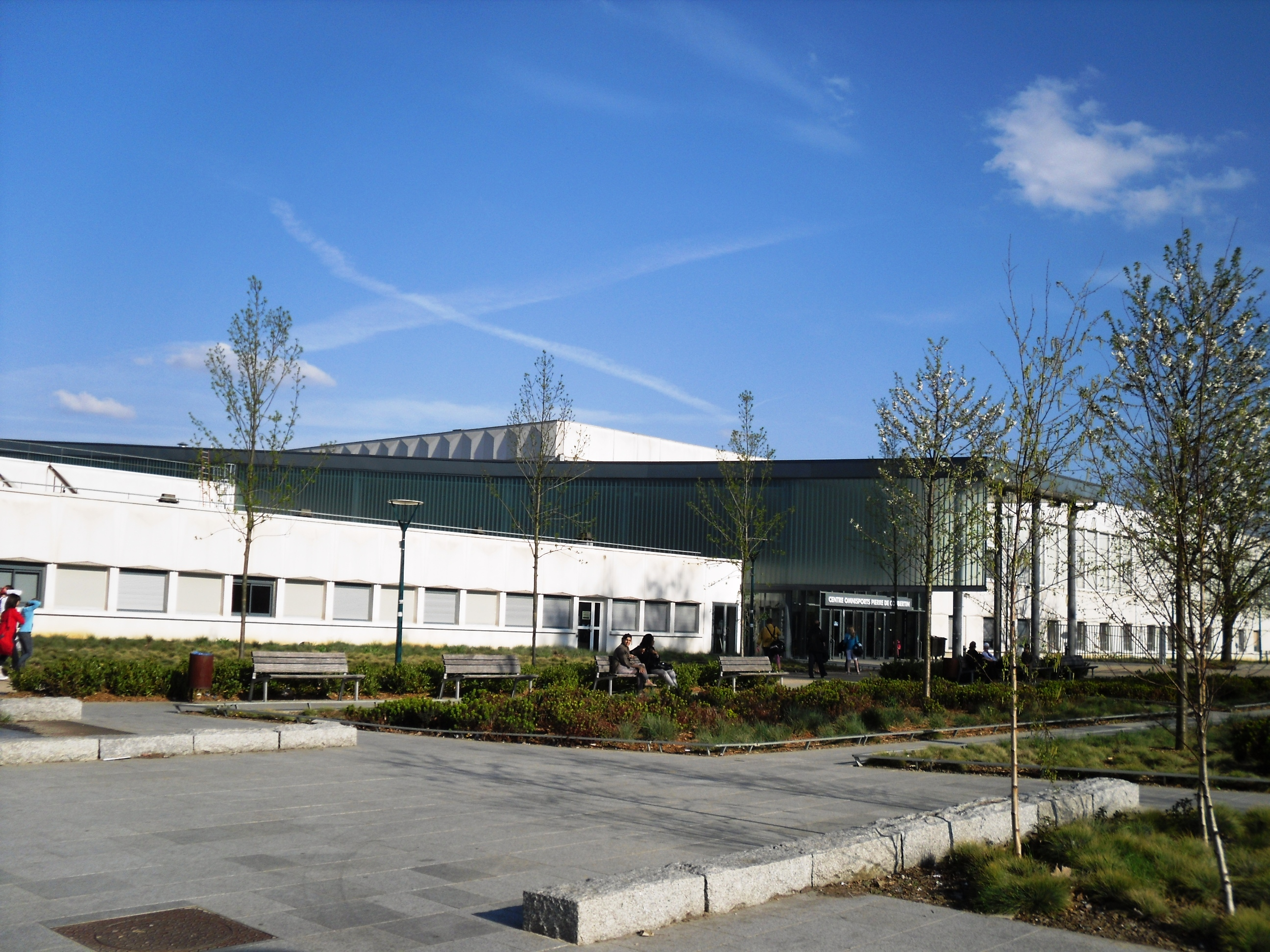
Le centre omnisports Pierre de Coubertin.

### Autres lieux
- Autodrome de Linas-Montlhéry
- Centre national du rugby
- Hippodrome de Villebon-sur-Yvette
- Hippodrome de Bondoufle

## Équipes sportives

### Par sport
- Football : 
  - AS Corbeil-Essonnes
  - AS Évry
  - Juvisy FCF
  - Sainte-Geneviève Sports
  - Entente sportive Viry-Châtillon

- Basket-ball :
  - Alerte Juvisy Basket
  - US Palaiseau
- Course d'orientation :
  - Course d'Orientation Loisir d'Étréchy

- Cyclisme :
  - Union cycliste longjumelloise
  - VTT Yvette
  - SCA 2000 Evry Cyclisme

- Rugby à XV : 
  - Rugby club Massy Essonne

- Football américain : 
  - Corsaires d'Évry
  - Quarks de Villebon
  - Boucaniers de Saint-Germain-lès-Corbeil
  - Éperviers de Longjumeau

- Hockey sur glace : 
  - Viry Hockey 91 (avant 2011 : Viry-Châtillon Essonne Hockey)
  - Peaux Rouges d'Évry
  - Jets d'Évry-Viry

- Baseball : 
  - Gothics de Gif-sur-Yvette]
  - Lions de Savigny-sur-Orge
  - Pharaon d'Évry
- Natation et water-polo :
  - SCA 2000 Evry Natation

- Volley-ball : 
  - RC Villebon 91

- VTT :
  - SCA 2000 Evry Cyclisme

- Sport automobile : 
  - Team91

### Autres clubs inter-sport, par commune
- Essonne Athletic
- CO Arpajon
- USBY Bures-sur-Yvette
- Bondoufle AC
- CO Courcouronnes
- Lisses AC
- ES Montgeron
- ELAN 91 Palaiseau
- SCA 2000 Evry
- Saint-Michel-sur-Orge Sports
- CO Savigny-sur-Orge
- Viry-Nord Sud Essonne
- COU Les Ulis
- Yerres AC

## Sportifs et sportives

### Tennis handisport
- Lahcen Majdi

### Athlétisme[1],[2]
- Jean-Charles Trouabal[3]
- Ladji Doucouré
- Stevens Marie-Sainte
- Ronald Pognon
- Mathieu Lahaye
- Guillaume Guffroy
- Daniel Sangouma[4]
- Pascal Martinot-Lagarde

### Cyclisme
- Tony Gallopin est né à Dourdan le 24 mai 1988

### Football
- Thierry Henry est né aux Ulis le 17 août 1977
- Patrice Évra a grandi aux Ulis de 1984 à 1998

### Taekwondo
- Karim Eldjelatat, licencié au club des Ulis

## Compétitions
- Open international Stade français Paris
- Tour cycliste de l'Essonne